# Temporada de furacões no Atlântico de 1905
A temporada de furacões no Atlântico de 1905 apresentou cinco ciclones tropicais conhecidos, dois dos quais atingiram os Estados Unidos. O primeiro sistema foi inicialmente observado perto das Ilhas de Barlavento em 6 de setembro. O último sistema a se dissipar, a quarta tempestade, transitou para um ciclone extratropical em 11 de outubro, enquanto localizado bem a sudeste de Terra Nova e Labrador. Essas datas se enquadram no período de maior atividade de ciclones tropicais no Atlântico. Entre 5 de outubro e 10 de outubro, o quarto e o quinto sistema existiam simultaneamente.
Dos cinco ciclones tropicais da temporada, apenas um atingiu o status de furacão, o menor desde 1890. Além disso, essa tempestade se fortaleceu em um grande furacão, que é de categoria 3 ou superior na escala de ventos de furacões Saffir-Simpson dos dias modernos. Esta tempestade, que foi o quarto e mais forte furacão da temporada, atingiu o pico na força categoria 3 com ventos de 190 km/h (120 mph). Também foi atribuído a pelo menos seis fatalidades após o envio de uma vagalhão na direção do vapor Campania. A primeira tempestade também resultou em duas mortes depois que uma escuna naufragou em Barbados.
A atividade da temporada foi refletida com uma classificação de energia ciclônica acumulada (ECA) de 28, o valor mais baixo desde 1864. ECA é uma métrica usada para expressar a energia usada por um ciclone tropical durante sua vida. Portanto, uma tempestade com maior duração terá altos valores de ECA. É calculado apenas em incrementos de seis horas em que sistemas tropicais e subtropicais específicos estão em ou acima de velocidades de vento sustentadas de 63 km/h (39 mph), que é o limite para a intensidade das tempestades tropicais. Assim, as depressões tropicais não estão incluídas aqui.

## Sistemas

### Tempestade tropical Um
A primeira tempestade da temporada, já com intensidade de tempestade tropical, foi identificada em 6 de setembro a leste de Granada. Uma pequena tempestade, passou rapidamente pelo sul das Pequenas Antilhas no início de 7 de setembro. No dia seguinte, a tempestade enfraqueceu para uma depressão tropical antes de se dissipar como um sistema raso, mas grande.  Uma escuna navegando de Bridgetown para o Suriname encontrou mar agitado apenas um dia fora do porto e voltou. Foi jogado no píer e destruído. O capitão e um tripulante foram jogados ao mar e morreram afogados.

### Tempestade tropical Dois
A HURDAT indica que uma tempestade tropical se originou no nordeste das Ilhas de Barlavento em 11 de setembro. Continuamente seguindo para o oeste-noroeste, a tempestade se intensificou gradualmente, atingindo seu pico de intensidade com ventos estimados em 97 km/h (60 mph) em 13 de setembro. Depois de virar para noroeste, o sistema desacelerou e começou a enfraquecer. até setembro Em 16 de novembro, a tempestade enfraqueceu para uma depressão tropical e se dissipou logo em seguida.

### Tempestade tropical Três
Com base em boletins meteorológicos do Weather Bureau Office em Nova Orleans, Louisiana, uma tempestade tropical foi observada pela primeira vez por volta de 30 km ao norte-noroeste da Ilha Swan em 24 de setembro. A tempestade se fortaleceu um pouco antes de atingir a costa perto de Punta Allen, Quintana Roo, por volta de 1200 UTC em 25 de setembro. No início do dia seguinte, o sistema emergiu no Golfo do México e rumou para o norte-noroeste. Ao meio-dia de 26 de setembro, atingiu o pico com ventos sustentados de 80 km/h (50 mph). A tempestade voltou a curvar para norte-nordeste no final de 28 de setembro, ao se aproximar da Costa do Golfo dos Estados Unidos. Em 1000 UTC no dia seguinte, este sistema atingiu a costa no extremo sudoeste de Vermilion Parish, Louisiana, com a mesma intensidade. A tempestade enfraqueceu lentamente para o interior e se dissipou sobre o Arkansas em 30 de setembro.
Ventos fortes e mar agitado foram relatados ao longo da costa central do Golfo dos Estados Unidos, forçando os navios a permanecer no porto. No entanto, o mar agitado encalhou muitos outros navios e levou algumas casas de banho e edifícios à beira-mar ao sul de Nova Orleans. Em Gulfport, Mississippi, as marés de tempestade inundaram os cais da ferrovia.

### Furacão Quatro
Em 1 de outubro, uma depressão tropical desenvolvida no sudoeste do Mar do Caribe. Movendo-se lentamente para o norte-nordeste, atingiu o status de tempestade tropical no início de 3 de outubro. No dia seguinte, a tempestade curvou-se para nordeste. Kingston, Jamaica, registrou chuvas quando o sistema contornou a ilha. final de 5 de outubro e início de 6 de outubro, a tempestade passou pela Passagem de Barlavento. O leste de Cuba foi afetado "com alguma força", mas os danos não foram significativos. Entrando no Oceano Atlântico, o sistema passou pelo sudeste das Bahamas e Ilhas Turks e Caicos sem causar danos. Embora centrado a meio caminho entre as Bermudas e as Ilhas Turks e Caicos, a tempestade se fortaleceu em um furacão categoria um na escala de ventos de furacões Saffir-Simpson.
Mais tarde em 8 de outubro, aprofundou-se para um furacão categoria dois, ao passar ao sul das Bermudas. A ilha experimentou ventos fortes com rajadas atingindo a força do furacão, mas os danos foram aparentemente mínimos. no início de 9 de outubro, a tempestade se intensificou em um furacão categoria três e pico com ventos de 190 km/h (120 mph). Em 10 de outubro, enfraqueceu para uma categoria 2 e depois tornou-se extratropical no início do dia seguinte. O navio Campania encontrou os restos da tempestade e foi atingido por uma grande onda, que foi descrita como "desastrosa". O balanço do navio e a água se moveram pela terceira classe, arrastando cinco passageiros para o oceano, eles provavelmente se afogaram. Pelo menos 30 outras pessoas ficaram feridas, uma delas fatalmente. Os remanescentes extratropicais se dissiparam sobre o Mar do Labrador em 13 de outubro.

### Tempestade tropical Cinco
Uma tempestade tropical foi observada pela primeira vez no Golfo do México em 5 de outubro, enquanto localizado cerca de 170 km ao norte da Península de Yucatán. A tempestade se fortaleceu lentamente ao cruzar o Golfo do México e atingiu o pico com ventos sustentados de 80 km/h (50 mph) no início de 8 de outubro. Às 17:00 UTC no dia seguinte, atingiu a costa perto de Morgan City, Louisiana, na mesma intensidade. O sistema enfraqueceu rapidamente para o interior e fez a transição para um ciclone extratropical sobre o Mississippi em 10 de outubro. Os remanescentes extratropicais se dissiparam sobre a Virgínia em 11 de outubro. Os restos dessa tempestade trouxeram fortes chuvas para o leste dos Estados Unidos e o Canadá atlântico.

## Efeitos sazonais
Esta é uma tabela de todas as tempestades que se formaram na temporada de furacões no Atlântico de 1905. Inclui sua duração, nomes, landfall(s) – denotados por nomes de locais em negrito – danos e totais de morte. As mortes entre parênteses são adicionais e indiretas (um exemplo de morte indireta seria um acidente de trânsito), mas ainda estavam relacionadas àquela tempestade. Danos e mortes incluem totais enquanto a tempestade era extratropical, uma onda ou uma baixa, e todos os números de danos estão em 1905 USD.

| Escala de Furacões de Saffir-Simpson |    |    |   |   |   |   |   |
| DT                                   | TS | TT | 1 | 2 | 3 | 4 | 5 |

| Um                    | 6 de setembro–8               | Tempestade tropical | 95 (60)   | Desconhecido | Ilhas de Barlavento                                                  | Desconhecido | 2      | [ 3 ] |
| Dois                  | 11 de setembro–16             | Tempestade tropical | 95 (60)   | Desconhecido | Nenhum                                                               | Nenhum       | Nenhum |       |
| Three                 | 24 de setembro–30             | Tempestade tropical | 85 (50)   | 1000         | México, Costa do Golfo dos Estados Unidos (Luisiana)                 | Menor        | Nenhum |       |
| Quatro                | 1 de outubro–11               | Furacão categoria 3 | 195 (120) | Desconhecido | Grandes Antilhas, Bahamas, Ilhas Turcas e Caicos, Bermudas           | Desconhecido | 6      | [ 6 ] |
| Cinco                 | 5 de outubro–10               | Tempestade tropical | 85 (50)   | 1003         | Louisiana, Leste dos Estados Unidos, Províncias atlânticas do Canadá | Nenhum       | Nenhum |       |
| Agregado da temporada |                               |                     |           |              |                                                                      |              |        |       |
| 5 sistemas            | 6 de setembro – 10 de outubro |                     | 195 (120) | Desconhecido |                                                                      | Desconhecido | 8      |       |